# (466437) 2013 TC64
(466437) 2013 TC64 es un asteroide perteneciente al cinturón de asteroides, descubierto el 24 de octubre de 2008 por el equipo Spacewatch desde el Observatorio Nacional de Kitt Peak (Arizona, Estados Unidos).